# منوچهر بختیاری
منوچهر بختیاری پدر پویا بختیاری از کشته‌شدگان اعتراضات آبان ۱۳۹۸ ایران است. او کارزاری بین‌المللی را برای «دادخواهی جان فرزندش و کلیه جان باختگان» در چهل سال حکومت نظام جمهوری اسلامی ایران راه‌اندازی کرده است. او در پیامی در اینستاگرام از دادگاه‌های قضایی خارج ایران به ویژه دیوان بین‌المللی دادگستری برای خون‌های ریخته شده اعلام دادخواهی کرد. پیگیری‌های منوچهر بختیاری و ناهید شیرپیشه، مادر پویا، باعث شد که پویا بختیاری به چهره اعتراضات آبان ۱۳۹۸ تبدیل شود. منوچهر بختیاری «به جرم دادخواهی» پرونده فرزندش «پویا بختیاری» به ۳ سال و نیم حبس و زندان محکوم شده است.

## رویدادها

### نوشتن نامه به میشل باشله
او در نامه‌ای به میشل باشله و دیگر مقام‌های حقوق بشری دربارهٔ مراسم چهلمین روز درگذشت پویا نوشته است که همه اعضای خانوده‌اش از جمله خود او، همسر، خواهر و همسرِ خواهرش، دو عمو و پسر عموی ۱۱ ساله‌اش را با دستبند، چشم‌بند و ماشین‌های جداگانه به زندان رجایی‌شهر برده و از دو روز تا یک ماه در بازداشت نگه داشتند.

### اعتراض به تهدید و ارعاب برای حضور در مراسم تشییع قاسم سلیمانی
پس از انتشار فیلم‌ها و عکس‌هایی که منوچهر بختیاری و برادرش را در حالی نشان می‌داد که در مراسم تشییع جنازه قاسم سلیمانی شرکت کرده بودند، منوچهر بختیاری در ویدیویی اعلام کرد که این حضور اجباری و با تهدید و ارعاب بوده و قاسم سلیمانی را «مزدور و آلت‌دست ملاها» و سپاه‌پاسداران را نهادی «ضدمردمی و فاشیستی» خطاب کرد. او بیان کرد این ویدیو در حالی ضبط شده که وی و خانواده‌اش در «بند مزدوران» بوده‌اند.

### ناپدید شدن در جزیره کیش
تیر ۱۳۹۹ ویدیوهایی در شبکه‌های اجتماعی انتشار یافت که نشان می‌داد منوچهر بختیاری در کنار خلیج فارس در حال توزیع پرچم شیر و خورشید ایران است. این حرکت در ادامه کارزاری به راه افتاد که منوچهر بختیاری، پرچم شیر و خورشید را به عنوان پرچم اصلی ایران معرفی می‌کرد. به گفته برادر منوچهر بختیاری، او که از چند روز پیشتر به همراه همسرش به جزیره کیش سفر کرده بود در تماسی تلفنی اعلام کرده بود که در فرودگاه کیش در انتظار پرواز ساعت ۸ برای حرکت به سوی تهران است، اما اطلاعات پرواز فرودگاه مهرآباد به خانواده بختیاری گفته که او در کیش وارد هواپیما نشده و در بین مسافران پرواز نبوده است. از این رو احتمال می‌رود وی از سوی نیروهای امنیتی بازداشت شده باشد.

#### اعتراض و بازداشت خانواده
بنا بر گفته مهرداد بختیاری، برادر منوچهر بختیاری، روز سه‌شنبه ۴ شهریور ۱۳۹۹ خانواده منوچهر بختیاری در پی بی‌خبری از وی که از تاریخ ۲۳ تیر ۱۳۹۹ در جزیره کیش بازداشت شده است در جلوی ساختمان وزارت کشور با در دست داشتن عکس‌های وی و پلاکاردیی که روی آن نوشته بود: «دادخواهی جرم نیست و منوچهر بختیاری را آزاد کنید» دست به تجمع زدند که بعد از پیوستن تعدادی از مردم به این تجمع و اعتراض تجمع‌کنندگان به فیلم‌برداری یکی از مأموران امنیتی از آنها، حدود ۲۰ مأمور لباس شخصی به آنها حمله کرده و مورد ضرب و شتم قرار داده و حتی به مادر ۸۰ ساله بختیاری رحم نکردند و سپس آنها را به بازداشتگاه پلیس امنیت عباس‌آباد منتقل کرده و بعد از ساعاتی بازداشت و بازجویی و متهم کردن آنها به «تشویش اذهان عمومی»، آنها را با تعهد آزاد کردند.

### اعتصاب غذا
۲۵ مرداد ۱۳۹۹، مادر منوچهر بختیاری از اعتصاب غذای فرزند خود خبر داد.
خانواده منوچهر بختیاری در ۲۴ دی ۱۴۰۰ از اعتصاب غذای وی در حالی که در زندان انفرادی به سر می‌برد، اطلاع دادند. وی در ششمین روز اعتصاب غذای خود می‌باشد.

### آزادی از زندان
منوچهر بختیاری، ۱۵ آذر ۱۳۹۹ پس از تحمل حدود پنج ماه بازداشت، با قرار وثیقه آزاد شد.

### بازداشت به همراه خانواده برخی کشته‌شدگان
۱۷ فروردین ۱۴۰۰، خانواده برخی از جان‌باختگان اعتراضات آبان ۱۳۹۸ در اصفهان و هنگام بازگشت از آرامگاه سردار اسعد بختیاری، بازداشت شدند. منوچهر بختیاری و ناهید شیرپیشه (مادر پویا بختیاری) نیز از جملهٔ این افراد بودند که اتوبوس حامل آن‌ها توسط نیروهای امنیتی متوقف و بازداشت شدند. منوچهر بختیاری و سایر بازداشت‌شدگان، یک روز بعد، در ۱۸ فروردین ۱۴۰۰ آزاد شدند.

### بازداشت ۹ اردیبهشت
روز پنج‌شنبه مأموران امنیتی با هجوم به منزل برادر منوچهر بختیاری، وی را با ضرب و شتم به صندوق عقب ماشین انداخته و به مکان نامعلومی بردند. مأموران امنیتی همسایگان و خانواده وی را که قصد جلوگیری از زدن و بازداشت وی را داشتند، مورد ضرب و شتم قرار دادند.

### محکومیت
منوچهر بختیاری در حالی که در زندان کرج زندانی است از محکومیت خود به ۳ سال و نیم حبس و زندان و ۲ سال و نیم تبعید و ۲ سال ممنوعیت خروج از کشور «به جرم دادخواهی» و پیگیری پرونده کشته شدن پسرش خبر داد. او این حکم را «ناعادلانه» می‌داند و تأکید کرده است که در جریان رسیدگی به پرونده خود از داشتن وکیل بی‌بهره بوده و از زمان برگزاری جلسات نیز اطلاعی نداشته است.

## واکنش‌ها

### ایالات متحده آمریکا
- مایک پومپئو وزیر امور خارجه ایالات متحده آمریکا در واکنش به بازداشت والدین پویا بختیاری در توئیتی نوشت: «ایالات متحده آمریکا قویا بازداشت والدین بختیاری را تقبیح می‌کند و خواستار آزادی فوری آنهاست»[۱۹]
- ۴ مرداد ۱۳۹۹، برایان هوک، رئیس گروه اقدام ایران در وزارت خارجه آمریکا با انتشار پیامی تصویری گفت: «تا زمانی که صدای او خاموش بماند، ایالات متحده از جانب او صحبت خواهد کرد.» او افزود «رژیم [ایران] پسرش پویا را در جریان اعتراضات آبان گذشته به قتل رساند، پدرش طبیعتاً قتل او را محکوم و علیه ظلم و ستم روحانیون اعتراض کرد. در پاسخ، رژیم طبق معمول هفته پیش او را به‌طور مخفیانه دستگیر و راهی زندان کرد. او هنوز در زندان به سر می‌برد. ما امروز خواستار آزادی فوری او هستیم.»[۲۰]

### درخواست مادر منوچهر بختیاری
۵ مرداد ۱۳۹۹، مادر منوچهر بختیاری در پیام تصویری با هشدار دربارهٔ وضعیت جسمی فرزندش در زندان، خواهان آزادی او شد. او در این پیام گفت: «جمهوری اسلامی اگر خدا را می‌شناسید بچه مرا آزاد کنید.» او همچنین نسبت به سلامتی پسرش، ابراز نگرانی کرد و اعلام کرد که جمهوری اسلامی مسئول هرگونه آسیب به جان پسرش است.